# 竿塘鄉
竿塘鄉是1940年—1949年中華民國福建省連江縣所轄之鄉級行政區，包括马祖列岛的南竿岛、北竿岛、高登岛等以及东湧列岛。

## 名稱
《粵閩巡視紀略》以竿塘兩山因多茅竿而得名，在《指南正法》中亦謂：「官唐，二山相連，山上多茅草，名曰半〔竿？〕塘。」這兩則殆是竿塘名稱由來最直接的說明。現已知航海圖經大都出自於泉漳地區之海上舟人鄉儒，而閩南方言將茅草讀若「官」，這當是航海圖經上的竿塘寫成官唐或官塘之原因，明朝《〔弘治〕八閩通志》謂「連江縣，海在縣東南，潮汐入縣境凡十有二派，一派抵官塘洋，一派抵荻盧峽，一派抵鳌江，一派抵蛤沙，以達大小埕澳。」這裡的官塘洋應即竿塘洋，所以最晚在明朝弘治年間除了竿塘之寫法以外，亦有寫成官塘者，大致上與航海有關之敘述文字多用官塘。:68
除竿塘外，明清亦有官塘、官唐、干唐、干塘、關同、關童、關潼、關塘等稱呼。:56
竿塘之得名或許與築海為塘或官兵汛地有關，至於是否因島上多茅草，茅竿而得名則無從考究。:69
南竿塘山即上竿塘，北竿塘山即下竿塘。

## 歷史

### 宋元時代
竿塘名稱最早出自南宋梁克家《三山志》：「寧善鄉…崇德里…上下干（竿）塘在海中…」:二:6。依據《三山志》：「元豐二年十月…置巡檢一員初置連江官澚…遂置南匿嶼…」:十九:8，學者張書才從地理位置的相近主張北宋時此間可能設有巡檢，與當時設置巡檢多在海島上，認為此處的官澳應是竿塘的別稱，推測北宋中期應即有政府官兵進入列島。:55
根據中央研究院考古學家在北竿坂里、南竿介壽等地，出土宋元時流行形制陶片及瓷片，可得知在馬祖列島區域，於宋元時代應已有人類居住，其中又以蔡園裡遺址最具代表性。:52

### 明清時代
明洪武4年（1371），因張國珍、張士誠餘黨逃竄島嶼，並勾串倭人為寇，明廷自洪武5年（1372）起於浙江、福建沿海造舟防倭，並採劉基建議仿唐府兵制設衛所。洪武20年（1387）前後，明廷於東南沿海佈設衛所城寨與烽堠，竿塘島嶼之遷民墟地大致發生於此時。:78
嘉靖、萬曆年間，雖倭患稍緩，海賊未止，竿塘仍為汛守要地。董應舉稱「福海…率至東湧、東沙、竿塘…皆有兵船來往守之」，可見嘉靖萬曆間明朝尚派兵船巡守竿塘，至萬曆末年始停泊海上，不再登岸駐守。
清順治18年（1661），清廷為封鎖鄭成功頒遷界令，福建沿海島嶼居民內徙，馬祖群島亦在其中。康熙4年（1665）遷界稍弛，康熙22年（1683）清平臺灣，翌年始漸次開放海禁，但外洋島嶼如馬祖仍禁民居與採捕，列為禁山。
康熙元年（1662），施琅任福建水師提督，福建成清朝水師重鎮，福州外海島嶼防務重要。康熙27年（1688），閩安水師協設立，控扼閩江口。北竿塘為海壇與福寧二鎮水師會哨處，馬祖諸島亦列月汛巡防範圍。
清代閩安協左營汛守白犬與竿塘，配兵約210名、戰船4艘，輪防南北竿塘並設煙墩瞭望。康熙至道光年間，南北竿塘均派駐兵守望，白犬與東沙亦設水師汛守，並屬綠營長福營右軍分防（惟是否駐島不詳）。:79~81

### 民國時期
民國3年5月，北洋政府任命許世英為福建巡按使,掌理福建民政。許世英任巡按使時曾親履馬祖巡視，這當是馬祖有史以來，首次有省级高官來到馬祖列島。
民國15年12月, 國民政府北伐東路軍在何應欽率領下進入福州，結束福建的軍閥統治，馬祖列島約在此時開始進入鄉治。:91
1937年7月7日全面抗戰爆發後，同年9月10日馬祖列島南北竿為日軍控制。此後，地方武裝勢力趁亂興起。南竿西尾林義和與後續接收其勢力的仙遊人張逸舟等，先後盤踞馬祖列島，並與日本興亞院廈門聯絡部聯繫，打出「福建和平救國軍」名義。然未見日軍在馬祖列島設立治安維持會等傀儡機構。政府對當地控制力薄弱，惟保甲組織似持續運作，翁成燦於1938年仍任保長可為佐證。
1939年，竿塘聯保辦事處改制為鄉公所，聯保主任翁成燦接任首任鄉長。不久，連江縣政府另派康姓人士接替。
同年3月，林義和率眾劫取竿塘全數槍枝，組織自衛隊，自任隊長，鄉政實質脫離縣府管轄。
同年9月23日，福清人余亞楻率千人侵入竿塘，自衛隊被納編。日軍興亞院委任余亞楻為「福建和平救國軍」第二集團軍總司令，林義和任第一陸軍司令，隨後轉往廈門。
同年11月，國軍第八十師在翁成燦與陳郡利導引下，突襲竿塘，余亞楻部損失慘重，余亞楻陣亡。國軍保留林義和自衛隊後撤離。
1940年8月27日，白犬林震叛變，派陳依發率百餘人夜襲竿塘。林義和跳海逃往廈門，其部眾四散。陳依發部燒殺劫掠，鐵板地區陳郡利、朱天賜等三戶房屋焚毀，陳顯仁等四人被殺，竿塘遭蹂躪近兩月。
同年10月中旬，連江縣保安隊與林義和舊部合力圍攻陳依發於山隴蓮花岩，陳部死傷三十餘人，餘部撤往白犬。
同年10月13日，川石島日軍劫持竿塘漁船，殺害漁民四人。
1942年9月6日，日艦抵夫人澳，林義和登艦被扣，轉交張逸舟部。9月8日午夜，張逸舟部屬鄭德民、黃玉樹、林滄圃等違抗命令，將林義和綁於鐵板，沉入進嶼溺斃，終年34歲。林妻朱雙金攜子女逃往筱埕投靠翁成燦、陳郡利，後聞噩耗服鴉片自殺。
此後，張逸舟部佔領南北竿及周邊島嶼，延續林義和既有措施，地方秩序相對穩定至抗戰勝利。:34~36
1947年，連江縣臨時參議會成立，王詩芳任縣參議員，代表竿塘鄉。:99

## 行政區劃
| 時期     | 非建制時期 | 非建制時期 | 自治區時期 | 閭鄰時期       | 聯保時期  | 鄉鎮時期  | 直屬時期  | 分治時期       |
| -------- | ---------- | ---------- | ---------- | -------------- | --------- | --------- | --------- | -------------- |
| 時期     | 宋元       | 明清       | 民初~1928  | 1928~1936      | 1936~1940 | 1940~1945 | 1945~1950 | 1950~今日      |
| 行政區劃 | 連江縣     | 連江縣     | 連江縣     | 連江縣         | 連江縣    | 連江縣    | 連江縣    | 連江縣         |
| 行政區劃 | 善寧鄉     | 二十六都   | 竿塘區     | 第八區         | 第三區    | 第三區    | 竿塘鄉    | 南竿鄉、北竿鄉 |
| 行政區劃 | 崇德里     | 二十六都   | 竿塘區     | 南竿鄉、北竿鄉 | 竿塘聯保  | 竿塘鄉    | 竿塘鄉    | 南竿鄉、北竿鄉 |

### 古代沿革
南宋時代上、下竿塘即隸於連江寧善鄉崇德里，元代將崇德里析為四里旋即改為四都，其中崇德第一里改為二十六都:92:69，一說崇德四里改為二十六都:89，不隸鄉里。:92這種情況歷明朝至清朝未稍改變。:89
南竿岛和北竿岛原分属闽县、连江县。唐宋后，北竿岛归永福乡崇德里。元代至清代，北竿岛归二十六都。

### 近代沿革
辛亥革命後，連江縣初設置17個自治區，另加上海島的西洋和竿塘兩個區，但僅是空架子。:97
國民政府奠都南京後，在民國18年施行《縣組織法》，省以下設縣、區、村(里)（後改為鄉（鎮））、閭(鄰)四級，20-50個鄉鎮組成一區，而馬祖地區屬連江縣第八區，包含南竿鄉與北竿鄉，南竿鄉有附鄉11個，北竿鄉則有附鄉10個，另西洋鄉有附鄉4個，東引為其一。:98
民國23年5月，國民政府為強化剿共地區的社會組織，軍事委員會委員長南昌行營令福建實行保甲制度，以10戶為甲，10甲為保，10保以上為鄉鎮或區，保甲制度一直沿續至民國38年。連江縣於民國25年10月1日編查完成，撤銷原有8個區的建制，改設3個區署，下轄55個聯保、487保、4891甲。初設竿（塘）西（洋）聯保於北竿塘岐鹽倉，後以轄地過廣，不久分設:334，南北竿改屬竿塘聯保，西洋、東湧屬西洋聯保，都屬第三區署（原六、七、八區）。:99~100
民國29年初，國民政府實行新縣制，依據中央頒布的《縣各級組織綱要實施辦法》與福建省政府頒佈的《縣各級組織綱要實施計劃》和《健全聯保機構辦法》，改聯保辦公處為鄉鎮公所，改保長辦公處為保辦公處，南北竿屬第三區竿塘鄉，下有8保，8個保的名稱為：南竿上、南竿下、南竿中、北竿上、北竿下、北竿中、大目、塘格；西洋鄉有6個保，東湧保為其一。:100
民國34年9月抗戰勝利後，政府進行鄉鎮保甲複查整理，撤銷區署建制，至翌年初編查結束，連江縣設18個鄉，南北竿屬竿塘鄉，東湧則屬西洋鄉。時竿塘鄉轄有7保，其中馬祖保12甲、牛角保10甲、橋仔保10甲、津鐵保11甲、山壟保10甲、白鏡保11甲、塘岐保10甲，共計74甲，另東湧保屬西洋鄉，東湧保共有7甲。:105
1949年9月1日，馬祖守備區指揮部成立，隸屬臺灣警備總司令部。1950年初，馬祖守備區指揮部設立馬祖區公所於山隴，轄南、北竿兩鄉，竿塘鄉正式廢止。:344
1953年，西洋岛由中华人民共和国所管辖（现归霞浦县管辖，改设霞浦县海岛乡），而马祖列岛和东湧岛仍由中華民國实际管辖。